# Иннс-Кер, Джеймс, 7-й герцог Роксбург
Джеймс Генри Роберт Иннс-Кер, 7-й герцог Роксбург (англ. James Innes-Ker, 7th Duke of Roxburghe; 5 сентября 1839 — 23 октября 1892) — британский аристократ, землевладелец, пэр и политик.

## Ранняя жизнь

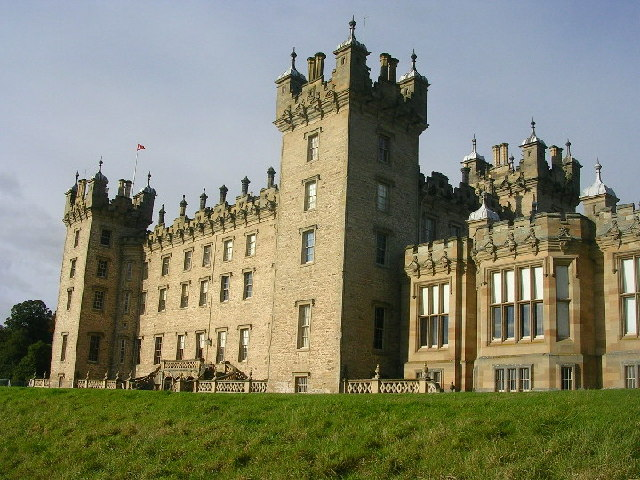
Замок Флорс

Он родился 5 сентября 1839 года в замке Флорс, Шотландия. Старший сын Джеймса Генри Роберта Иннс-Кера, 6-го герцога Роксбурга (1816—1879), и Сюзанны Далбиак, герцогини Роксбург (1814—1895), единственного ребёнка политика и военного, сэра Чарльза Далбиака. Его мать была одной из фрейлин королевы Виктории, пока она не умерла в 1895 году. Его старшей сестрой была леди Сьюзен Гарриет Иннс-Кер, которая вышла замуж за сэра Джеймса Сатти, 6-го баронета. Его младшими братьями и сёстрами были леди Шарлотта Изабелла Иннс-Кер, жена Джорджа Рассела, и лорд Чарльз Джон Иннс-Кер, который женился на Бланш Мэри Уильямс (дочери полковника Томаса Пирса Уильямса).

## Карьера
Он учился в Итонском колледже (Виндзор, графство Беркшир) и Крайст-черче (Оксфордский университет, Оксфорд, Оксфордшир), где получил степень магистра искусств. Он был членом Палаты общин от Роксбургшира с 1870 по 1874 год, член либеральной партии. Занимал пост заместителя лейтенанта графства Бервикшир. Он также служил в качестве лорда-лейтенанта Роксбургшира с 1884 до его смерти в 1892 году.

## Пэрства
23 апреля 1879 года, после смерти своего отца, Джеймс Иннс-Кер унаследовал титулы 7-го герцога Роксбурга, 7-го маркиза Боумонта и Кессфорда, 11-го графа Роксбурга, 7-го графа Келсо, 2-го графа Иннса, 7-го виконта Броксмута, 8-го баронета Иннса, 11-го лорда Роксбурга и 7-го лорда Кера из Кессфорда и Кавертауна.

## Личная жизнь

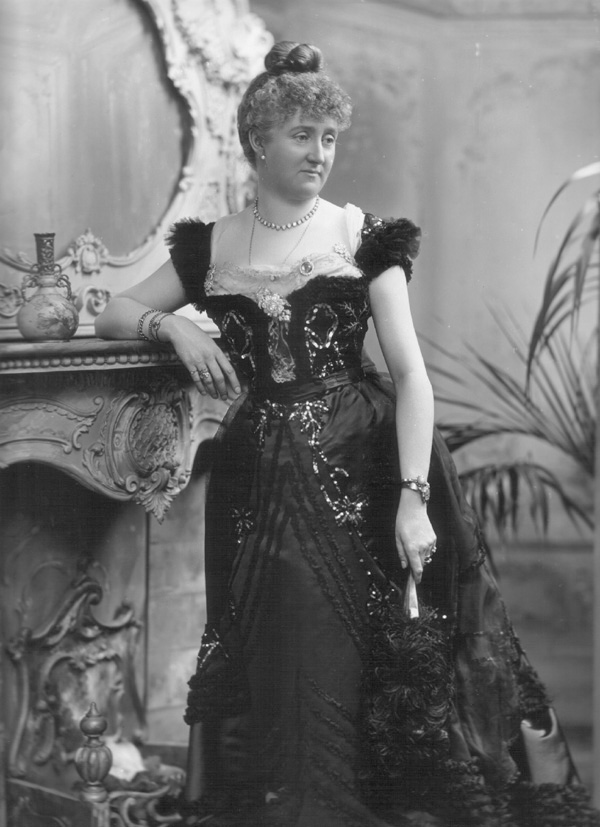
Энн Эмили Иннс-Кер, герцогиня Роксбург (1854—1923), супруга 7-го герцога Роксбурга

11 июня 1874 года он женился на Энн Эмили Спенсер-Черчилль (14 ноября 1854 — 20 июня 1923). Она была четвёртой дочерью Джона Уинстона Спенсера-Черчилля, 7-го герцога Мальборо (1822—1883), и леди Фрэнсис Вейн-Стюарт (1822—1899), старшей дочери Чарльза Вейна, 3-го маркиза Лондондерри. Энн Эмили Иннс-Кер, герцогиня Роксбург, занимала должности хозяйки мантии и леди опочивальни королевы Виктории. У супругов было семь детей, три сына и четыре дочери:
- Леди Маргарет Фрэнсис Сьюзан Иннс-Кер (13 мая 1875 — 15 декабря 1930), которая в 1898 году вышла замуж за Джеймса Александра Орр-Юинга (1857—1900)[2]
- Генри Джон Иннс-Кер, 8-й герцог Роксбург (25 июля 1876 — 29 сентября 1932), старший сын и преемник отца[3]. От его единственного сына ведут своё происхождение все последующие герцоги Роксбург[4]
- Леди Виктория Александрина Иннс-Кер (1877 — 22 мая 1970), которая в 1901 году вышла замуж за Чарльза Хайда Вильерса (1862—1947)[2]
- Леди Изабель Иннс-Кер (1879 — 12 октября 1905), вышедшая в 1904 году замуж за достопочтенного Гая Гревилла Уилсона (1877—1943)[2]
- Лорд Аластер Роберт Иннс-Кер (2 ноября 1880 — 1 марта 1936), который женился в Лондоне 10 октября 1907 года на Анне Бриз (1885—1959), американской наследнице[2]
- Леди Эвелин Энн Иннс-Кер (7 февраля 1882—1958), которая в 1907 году вышла замуж за Уильяма Феллоуса Коллинза (1865—1948), внука лорда де Рэмси[2]
- Лорд Роберт Эдвард Иннс-Кер (22 июля 1885 — 19 июля 1958), 1-я жена с 1920 года Шарлотта Жозефина Куни (1887—1958) (также известной как актриса музыкальной комедии Хосе Коллинз)[5] , развод в 1935 году, 2-я жена с 1939 года — Элеонор Мэри Вудхед (1887—1958). Оба брака были бездетными[2].

53-летний герцог Роксбург скончался 23 октября 1892 года, и ему наследовал его старший сын Генри Джон Иннс-Кер, 8-й герцог Роксбург. Его вдова, вдовствующая герцогиня Роксбургская, умерла в Лондоне в 1923 году после продолжительной болезни в доме своей дочери леди Эвелин и её мужа, полковника Уильяма Коллинза.

## Титулатура
- 7-й герцог Роксбург (с 23 апреля 1879)
- 8-й баронет Иннс (с 23 апреля 1879)
- 11-й лорд Роксбург (с 23 апреля 1879)
- 2-й граф Иннс (с 23 апреля 1879)
- 7-й виконт Броксмут (с 23 апреля 1879)
- 7-й граф Келсо (с 23 апреля 1879)
- 7-й маркиз Боумонт и Кессфорд (с 23 апреля 1879)
- 11-й граф Кер из Кессфорда и Кавертауна (с 23 апреля 1879)
- 11-й граф Роксбург (с 23 апреля 1879)
- 7-й лорд Кер из Кессфорда и Кавертауна (с 23 апреля 1879).